# Mołdawska Socjalistyczna Republika Radziecka
Mołdawska Socjalistyczna Republika Radziecka, Mołdawska SRR, radziecka Mołdawia (ros. Молдавская Советская Социалистическая Республика, mołd. Република Советикэ Сочиалистэ Молдовеняскэ) – jedna z republik związkowych ZSRR utworzona 2 sierpnia 1940 r. W jej skład weszła większość ziem przyłączonych w 1940 r. do Związku Radzieckiego kosztem Królestwa Rumunii, oraz prawie połowa obszaru istniejącej od 1924 r. na wschodnim, należącym do ZSRR, brzegu Dniestru Mołdawskiej Autonomicznej Socjalistycznej Republiki Radzieckiej (w składzie Ukraińskiej SRR). 
6 kwietnia 1949 r. Biuro Polityczne Wszechzwiązkowej Komunistycznej Partii (bolszewików) przyjęło uchwałę o deportacji z Mołdawii na Syberię 11 280 rodzin (40 850 osób) kułaków, czyli bogatszych rolników, ziemian i kupców, co miało przyspieszyć kolektywizację rolnictwa. 6 lipca 1949 rozpoczęto realizację tej decyzji (akcja „Jug”), która stała się jedną z największych deportacji ludności cywilnej w ZSRR po II wojnie światowej.
Mołdawska SRR niepodległość jako Republika Mołdawii ogłosiła 23 maja 1991 r., zaś wkrótce potem jej leżące na wschodnim brzegu Dniestru ziemie, stanowiące tereny dawnej Mołdawskiej Autonomicznej Socjalistycznej Republiki Radzieckiej ogłosiły niepodległość jako Naddniestrzańska Republika Mołdawska.